# Acraga cosmia
Acraga cosmia is een vlinder uit de familie van de Dalceridae. De wetenschappelijke naam van de soort is voor het eerst geldig gepubliceerd in 1911 door Dognin.